# Hir Jamus Saghir
Hir Jamus Saghir (tiếng Ả Rập: حير جاموس صغير) là một ngôi làng Syria nằm ở Salqin Nahiyah ở huyện Harem, Idlib. Theo Cục Thống kê Trung ương Syria (CBS), Hir Jamus Saghir có dân số 432 trong cuộc điều tra dân số năm 2004.